# Thenaria
Thenaria é uma infraordem de cnidários antozoários da subordem Nyantheae, ordem Actinaria.